# My Tears Ricochet
"My Tears Ricochet" (estilizada em letras minúsculas) é uma canção gravada pela artista musical estadunidense Taylor Swift, presente em seu oitavo álbum de estúdio Folklore (2020), lançado em 24 de julho de 2020 pela Republic Records. A faixa foi escrita inteiramente por Swift, sendo a única canção do álbum escrita exclusivamente pela artista. Swift produziu a canção com Jack Antonoff, enquanto Joe Alwyn foi creditado como co-produtor. "My Tears Ricochet" é uma balada "sombria" com influências do arena rock e da música gospel, incorporando vocais em camadas flexionados em coro, sintetizadores suaves e bateria trêmula em sua produção, trazendo à tona uma paisagem sonora que os críticos descreveram como assustadora e triste. Sua letra é a narração do fantasma de uma mulher morta, que encontra seu assassino, a quem ela amou profundamente, em seu próprio funeral.
"My Tears Ricochet" recebeu críticas positivas da mídia especializada, que elogiaram o conceito, a imagem, a emoção, a voz e a produção. Após o lançamento, a faixa alcançou a posição dezesseis na Billboard Hot 100 dos Estados Unidos e na posição quinze das paradas de singles na Austrália, Canadá, Malásia e Cingapura. "My Tears Ricochet" foi incluída no repertório da The Eras Tour (2023), sexta turnê de Swift.

## Antecedentes e lançamento
"My Tears Ricochet" foi a primeira faixa escrita para o álbum, escrita inteiramente por Swift. O co-produtor do álbum, Aaron Dessner, considerou a música um "farol" para o disco. Em entrevista à Entertainment Weekly, Swift disse que, após a venda de suas masters para Scooter Braun, narrativas em torno do divórcio a desencadearam, e ela incorporou imagens do fim do casamento em "My Tears Ricochet", escrevendo os primeiros versos da música após assistir ao filme Marriage Story (2019), que conta a história de um divórcio.

Fiquei muito estimulada por quaisquer histórias, filmes ou narrativas que girassem em torno do divórcio, o que parecia estranho porque não o experimentei diretamente. Não há razão para que isso me causasse tanta dor, mas de repente parecia algo que eu tinha passado. Acho que isso acontece sempre que você está em um relacionamento de quinze anos e termina de uma forma confusa e perturbadora. Então eu escrevi “My Tears Ricochet” e estava usando muitas imagens que inventei ao comparar o fim de um relacionamento com quando as pessoas terminam um casamento real. De repente, essa pessoa em quem você confiava mais do que qualquer outra pessoa no mundo é a pessoa que mais pode te machucar. Então, de repente, as coisas pelas quais vocês passaram juntos doeram. De repente, a pessoa que era seu melhor amigo agora é seu maior inimigo. Acho que escrevi algumas das primeiras letras dessa música depois de assistir Marriage Story e ouvir sobre quando casamentos dão errado e terminam em uma forma tão catastrófica.— Swift fala sobre como "My Tears Ricochet" resultou na sua disputa com Scott Borchetta. Entertainment Weekly
Swift anunciou seu oitavo álbum de estúdio, Folklore, em 23 de julho de 2020. Na carta que precedeu o lançamento, Swift descreveu "My Tears Ricochet" como imagens de "um atormentador amargurado aparecendo no funeral de seu objeto caído de obsessão" e "navios de guerra afundando no oceano, para baixo, para baixo, para baixo".

## Estrutura musical e conteúdo lírico
"My Tears Ricochet" é uma balada "gótica" de arena rock e música gospel com elementos de synthpop, sobre o fantasma de uma mulher morta assombrando seu assassino. A faixa posteriormente utilizou simbolismo fúnebre para retratar o efeito da traição total. A faixa abrange uma caixa de música cintilante, coro de apoio, improvisações reverenciadas na ponte e atinge um clímax tumultuado sobre tambores trêmulos. Os backing vocals da faixa são fornecidos pelo produtor Jack Antonoff.
Liricamente, "My Tears Ricochet" vê a narradora questionar o merecimento dos maus-tratos e admitir que optou por não "ir com graça" assombrando o memorial. A canção pergunta por que o ex-amante escolheu comparecer ao funeral dela apesar de "amaldiçoar [seu] nome" e compara seu relacionamento desorientado a navios de guerra afundados no mar. A letra e os símbolos da faixa fazem referência à disputa das masters de Swift e ao amargo fim de seus laços com Scott Borchetta, fundador da Big Machine Records. Além do tema fúnebre abrangente, Swift usa a imagem de navios de guerra afundando no oceano, para desenhar uma imagem dramática de como é fazer um movimento errado e perder algo enorme.

## Recepção crítica
"My Tears Ricochet" recebeu críticas positivas da mídia especializada, com elogios ao conceito da faixa, a letra, as imagens, a emoção, os vocais e a produção de Swift. Hannah Mylrea, do NME, fez comparações entre "My Tears Ricochet" e "Clean", faixa presente no disco 1989 (2014), observando que "uma canção pop envolta em vocais em camadas e instrumentais brilhantes de caixas de música". Jody Rosen, do Los Angeles Times, disse em uma crítica que a faixa chegou a "um clímax tumultuado" e que a faixa era "gótica, como a Catedral de Chartres é gótica". Jason Lipshutz, da Billboard, escreveu que a canção "se transforma em um hino triste" e que "uma separação amarga se torna uma morte literal". Em um artigo para a Slant Magazine, Eric Mason chamou esta faixa de "uma das histórias mais francamente ressentidas do Folklore", dizendo que "as batidas agudas das cordas no refrão lembram as pontes das canções de Swift do início de 2010", comparando com "Mad Woman" e "Cruel Summer", do Lover (2019).
Ann Powers, da NPR considerou a música "mais sofisticada" do que a escrita anterior de Swift, permanecendo "a clássica Taylor Swift", e afirmou que a cantora pega um evento "específico quase apenas para ela, e o abre em algo universal. .porque todos nós experimentamos uma sensação de traição e perda de autopropriedade". Lucy Harbron, do Clash, escreveu que "My Tears Ricochet" é uma das canções mais "comoventes" de Swift; ela disse que a faixa "se transforma em um lamento fúnebre que vocaliza perfeitamente toda a tristeza, raiva e deslocamento que vem com um mega desgosto".

## Desempenho comercial
Impulsionado pelo lançamento de Folklore, "My Tears Ricochet" estreou na posição dezesseis na Billboard Hot 100 dos Estados Unidos, entre as dez faixas do álbum que entraram na posição quarenta e cinco que entraram na posição vinte; ficou nas paradas por duas semanas antes de sua saída. A música alcançou ainda na posição número três na parada Hot Rock & Alternative Songs. Também alcançou a sétima posição nas paradas de singles de Singapura e da Malásia, a oitava posição na ARIA Singles Chart da Austrália e a décima quarta posição no Canadian Hot 100.